# Берло Ганна Львівна
Берло Ганна Львівна (5 жовтня 1859, Вороньків — 1942, Київ) — український історик, філолог, педагог. Походила з українського козацького-старшинського роду Берли.

## Біографія
Народилась у містечку Вороньків Переяславського повіту Полтавської губернії (нині село Бориспільського району Київської області). Членкиня Українського наукового товариства в Києві. У 1920-х роках працювала у ВУАН: науковий співробітник Комісії зі складання біографічного словника діячів України, член Постійної комісії зі складання словника живої української мови, нештатний постійний співробітник Комісії історії Лівобережної та Слобідської України.
На початку 1900-х рр. друкувалася в «ЛНВ» під криптонімом «А. Л.» і псевдо «Г.Альбова», у журналах «Україна» та «За сто літ» (1927–30). Автор роботи «Арсений Берло, епископ Переяславский и Бориспольский» 1744 року: Биографический очерк (К., 1904) та низки статей-спогадів про визначних українських діячів.